# فهرست خدایان طبیعت
فهرست خدایان طبیعت (انگلیسی: List of nature deities) در طبیعت‌پرستی، یک خدای طبیعت یک الوهیت مسئول پدیده‌های طبیعی است، مانند خدای آب، خدای گیاهی، خدای آسمان، خدای خورشید، خدای آتش، یا هر پدیده طبیعی دیگری مانند کوه‌ها، درختان یا آتشفشان‌ها. پذیرفته شده در خدافراگیردانی، همه‌خدایی، دادارباوری، چندخداپرستی، جاندار انگاری، توتم‌پرستی، شمن‌باوری، و پاگانیسم این ایزد تجسم نیروهای طبیعی است و می‌تواند ویژگی‌های مختلفی داشته باشد، مانند الهه مادر، مام طبیعت یا ارباب حیوانات.

## فهرست

### اسطوره‌شناسی ایرانی
- سپنته آرمیتی، الهه زمین
- امرتات، الهه نباتات
- هیوروتات، الهه مرتبط با آب
- آناهیتا الهه آب‌ها
- تیشتر، خدای باران و رعد و برق
- اپام نپات، خدای آب‌ها